# علي عبد الرحمن العمر
علي عبد الرحمن علي العمر، نائب سابق في مجلس الأمة الكويتي.
خاض الانتخابات التكميلية لمجلس 1963، واستطاع الفوز واستقال بعدها، وشارك في انتخابات مجلس الأمة الكويتي 1967 في الدائرة السادسة، وحصل على 650 صوت وحل بالمركز الأول وفاز بالانتخابات ورفض مقعده بسبب تزوير الانتخابات.